# Ronny De Witte
Ronny De Witte (Wilrijk, 21 oktober 1946) is een voormalig Belgisch wielrenner. Zijn officiële naam is Ronald De Witte. Hij was beroepsrenner van 1968 tot en met 1982. 

## Belangrijkste overwinningen
1969
- 2e etappe deel B Ronde van België
- GP Fourmies

1971
- 6e etappe Parijs-Nice

1974
- 5e etappe Ronde van Frankrijk
- Gullegem Koerse

1975
- 2e etappe Ronde van Frankrijk
- Sint-Elooisprijs
- Scheldeprijs Vlaanderen

1976
- 13e etappe Ronde van Italië
- Parijs-Tours

1977
- 4e etappe Ronde van België

## Resultaten in voornaamste wedstrijden
| Jaar | Ronde van Italië | Ronde van Frankrijk | Ronde van Spanje |
| ---- | ---------------- | ------------------- | ---------------- |
| 1968 |                  |                     |                  |
| 1969 |                  | opgave              |                  |
| 1970 |                  | 43e                 |                  |
| 1971 |                  |                     | 29e              |
| 1972 |                  | 31e                 |                  |
| 1973 |                  | 24e                 |                  |
| 1974 |                  | 25e (1)             |                  |
| 1975 |                  | 37e (1)             |                  |
| 1976 | opgave (1)       | 18e                 |                  |
| 1977 | 6e               |                     |                  |
| 1978 | 6e               |                     |                  |
| 1979 | 17e              |                     |                  |
| 1980 | 21e              |                     |                  |
| 1981 |                  | 62e                 |                  |
| 1982 |                  | 63e                 |                  |

| Jaar | Milaan-San Remo | Gent-Wevelgem | Ronde van Vlaanderen | Parijs-Roubaix | Amstel Gold Race | Luik-Bast.‑Luik | Ronde van Lombardije | Rund um den Henninger-Turm | Waalse Pijl | E3 Harelbeke |  | Wereldranglijsten |
| ---- | --------------- | ------------- | -------------------- | -------------- | ---------------- | --------------- | -------------------- | -------------------------- | ----------- | ------------ |  | ----------------- |
| 1968 |                 |               |                      |                | 28e              |                 |                      |                            |             |              |  |                   |
| 1969 |                 | 69e           |                      |                |                  | 17e             |                      |                            | 48e         |              |  |                   |
| 1970 |                 |               | 30e                  |                | 11e              |                 |                      | 20e                        | 20e         |              |  |                   |
| 1971 | 43e             | 62e           | 29e                  |                |                  | 15e             |                      |                            |             |              |  |                   |
| 1972 |                 | 40e           | 16e                  |                |                  |                 |                      |                            |             | 9e           |  |                   |
| 1973 |                 | 12e           | 11e                  |                | 7e               |                 |                      | 5e                         |             | 8e           |  |                   |
| 1974 | 26e             |               | 17e                  |                |                  | ↑               |                      | 25e                        | 21e         |              |  |                   |
| 1975 |                 | 16e           |                      | 13e            |                  |                 |                      | 8e                         | 14e         | 4e           |  |                   |
| 1976 |                 | 21e           | 18e                  | 14e            |                  |                 | 15e                  | 22e                        |             |              |  | 22e (SPP)         |
| 1977 |                 |               |                      | 4e             |                  | 9e              | 4e                   | 5e                         | 12e         |              |  | 17e (SPP)         |
| 1978 | 94e             | 8e            | 26e                  |                | 23e              |                 |                      |                            |             | ↑            |  | 48e (SPP)         |
| 1979 | 73e             | 39e           |                      |                |                  |                 | 5e                   |                            |             |              |  |                   |
| 1980 |                 |               |                      |                |                  |                 |                      |                            |             |              |  |                   |
| 1981 | 63e             | 40e           |                      |                |                  |                 |                      |                            | 36e         |              |  |                   |
| 1982 |                 |               |                      |                |                  |                 |                      |                            |             |              |  |                   |

## Ploegen
- 1968 - Mann-Grundig (vanaf 01-08)
- 1969 - Mann-Grundig
- 1970 - Mann-Grundig
- 1971 - Peugeot-BP-Michelin
- 1972 - Peugeot-BP-Michelin
- 1973 - Flandria-Carpenter
- 1974 - Flandria-Carpenter
- 1975 - Flandria-Carpenter
- 1976 - Brooklyn
- 1977 - Brooklyn
- 1978 - Sanson
- 1979 - Sanson
- 1980 - Sanson
- 1981 - Boule d'Or
- 1982 - Capri Sonne